# 佐藤玲
佐藤玲（日语：佐藤 玲，1992年7月10日—），日本女演员，现属经纪公司为Theatre de Poche。

## 经历
佐藤玲出生于东京都涩谷区。她在15岁时曾报名参加全日本国民美少女比赛，但不幸落选，之后加入剧团。她在中学三年级时加入ACT青山剧团，大学二年级时成为蜷川幸雄经营之崎玉NEXT剧团的三期生以学习表演。
2012年，佐藤玲在蜷川执导的舞台剧《日の浦姫物語》中饰演女儿而正式出道。在受到该剧合作演员的积极评价后，她对表演产生了浓厚的兴趣，并将自己的简历寄给了Theatre de Poche事务所，随后成为旗下艺人。
2014年，佐藤玲首次出演电影《妖怪》（お化け），并凭借在该片的表现获得了MOOSIC AWARDS 2014女优赏；而她出演的《皇带鱼》则获得2014年第24届夕張國際奇幻電影節的北海道知事赏。2015年，佐藤玲在横山久美子执导的电影《褪色的缤纷》（色あせてカラフル）中担任主角。2016年，佐藤玲出演电影《少女》；其在试镜过程中的表现受到监制三島有紀子的赞赏，并在剧中为她安排了更多的戏份。
除电影和舞台剧外，佐藤玲在近年亦积极出演电视剧角色。她在2015年参与了《表参道高校合唱部！》的拍摄，并在2016年7月參演《ON 異常犯罪搜查官·藤堂比奈子》。2017年出演的《架空OL日記》和2018年的《江户寿司王》使她受到更多关注度。

## 演出

### 舞台剧
| 年份   | 作品         | 角色           | 演出地点                    |
| ------ | ------------ | -------------- | --------------------------- |
| 2012年 | 日の浦姫物語 | 女儿           | Bunkamura Theatre Cocoon等  |
| 2013年 | 伊底帕斯王   | 俄狄浦斯的母亲 | 彩之國埼玉藝術劇場          |
| 2019年 | 幻影         | Jean Claude    | TBS赤阪ACT劇場 梅田藝術劇場 |
| 2020年 |              | [ 10 ]         | 俳優座劇場                  |

### 电影
| 年份   | 作品                   | 角色             |
| ------ | ---------------------- | ---------------- |
| 2014年 | 妖怪 （おばけ）              | 弥生（主角）     |
| 2014年 | 皇带鱼                 | 孝子             |
| 2014年 | 迷失课后 （放課後ロスト）          |                  |
| 2015年 | 愛的成人式             | 小圆             |
| 2015年 | 褪色的缤纷 （色あせてカラフル）        |                  |
| 2016年 | 少女                   |                  |
| 2017年 | 沉默                   |                  |
| 2017年 | 夜空总有最大密度的蓝色 | 玲               |
| 2018年 | 高崎涂鸦               | 吉川美纪（主角） |
| 2018年 | 億男                   |                  |
| 2018年 | 栞                     | 大学生           |
| 2019年 | 交界处29 （ジャンクション29）          | 小林彩花         |
| 2019年 | 不要哭，赤鬼 （泣くな赤鬼）      | 小渕佐知         |
| 2019年 | 杀不了的他与死不了的她 |                  |
| 2020年 | 架空OL日記剧场版       | 五十岚纱英       |
| 2020年 | 昙天街 （ドンテンタウン）            | （主演）         |
| 2021年 | 花束般的恋爱           | [ 14 ]           |

### 电视剧
| 时间                               | 作品                                     | 角色                   | 首播平台                  |
| ---------------------------------- | ---------------------------------------- | ---------------------- | ------------------------- |
| 2014年1月3日                       | 上锁的房间                               |                        | 富士电视网                |
| 2014年7月21日－9月22日             | Again!!                                  |                        | TBS电视网                 |
| 2015年2月13日                      | 黑心护士                                 |                        | 富士电视网                |
| 2015年4月－6月                     | 貓侍第10、11话                           |                        | 東名阪Net 6 關東獨立5局會 |
| 2015年7月17日－9月25日             | 表參道高校合唱部！                       | 原田美奈代（高校時代） | TBS电视网                 |
| 2016年2月5日                       | 是澄還是蓳第1话                          |                        | 朝日电视网                |
| 2016年5月21日                      | 極樂天使第5话                            |                        | 日本电视网                |
| 2016年7月12日－9月6日              | ON 異常犯罪搜查官·藤堂比奈子             | 月冈真纪               | 富士电视网                |
| 2016年10月14日、10月28日、12月16日 | 砂之塔〜知道太多事情的鄰居第1、3、最終話 | 木村健人的母親         | TBS电视网                 |
| 2016年12月13日                     | 人形佐七捕物帳第6话                      |                        | BS JAPAN                  |
| 2016年12月23日                     | 只想住在吉祥寺嗎?最终话                  | 新間恵那               | 東京電視網                |
| 2016年12月30日                     |                                          | 笹川美園               | 朝日电视网                |
| 2017年2月26日                      | Thrill!〜赤之章・黑之章〜第1话           |                        | NHK BS Premium            |
| 2017年4月14日－6月16日             | 架空OL日記                               | 五十岚纱英             | 日本电视网                |
| 2017年9月10日－10月1日             | 女城主 直虎第36、39话                    | 于大之方的侍女         | NHK综合频道               |
| 2017年10月4日                      | 水户黄门第1话                            |                        | BS-TBS                    |
| 2017年10月15日－12月17日           | 現在開始威脅你                           | 津田小春               | 日本电视网                |
| 2017年10月26日                     | 刑警弓神第3话                            | 真下唯香               | 富士电视网                |
| 2018年2月13日                      | 恋恋外星人2第7话                         |                        | 富士电视网                |
| 2018年3月25日                      | Q&A                                      | T先生                  | 朝日电视网                |
| 2018年4月24日                      | Signal 長期未解決事件搜查班              | 中岛礼子               | 富士电视网                |
| 2018年7月15日－9月30日             | 再见                                     |                        | 东京电视网                |
| 2018年7月30日                      | 絕對零度第4话                            | 冈本由梨               | 富士电视网                |
| 2018年8月14日                      | 童话法庭第10话                           |                        | NHK教育頻道               |
| 2018年9月22日                      | 乱反射                                   |                        | 朝日电视网                |
| 2018年10月13日                     | 鐵證懸案2～真相之門～第1话               | 花冈沙知（青年）       | WOWOW                     |
| 2018年10月14日－12月30日           | 江户寿司王                               | 柳叶真子               | BS东视                    |
| 2019年3月3日                       | 欢乐南极厨第8话                          | 下平队员               | 东京电视网                |
| 2019年4月14日                      | 谋杀启事                                 |                        | 朝日电视网                |
| 2019年5月19日                      | 水户黄门（第2部）第1话                   |                        | BS-TBS                    |
| 2019年6月8日－7月13日              | 假面同窗会第2話－第7話                   | 优                     | 富士电视网                |
| 2019年7月－12月                    | 我可能不會愛你                           |                        | 富士电视网                |
| 2019年9月18日                      | 猫侦探的事件簿 （猫探偵の事件簿）                      | [ 16 ]                 | NHK BS Premium            |
| 2019年10月12日                     | 八墓村                                   | 里村典子               | NHK BS Premium            |
| 2019年10月20日                     | ドラマ甲子園《》                         | 饭田夏树               | 富士电视台TWO             |
| 2019年10月20日－2020年1月5日       | 江户寿司王第2季                          | 柳叶真子               | BS东视                    |
| 2020年4月22日                      | 特搜9 season3 第3话                      | 青山香织               | 朝日电视网                |
| 2020年10月7日                      | 東京白日夢女2020                         | 由香                   | 日本电视网                |
| 2020年10月9日－12月25日            | 如果30歲還是處男，似乎就能成為魔法師     | 藤崎希                 | 东京电视网                |
| 2020年11月17日－19日・24日         | 歡呼 第112話 - 第114話・第117話          | 榎木美代子             | NHK                       |
| 2020年12月17日                     | 科搜研之女 Season 20 最終話              | 椎木智里               | 朝日電視網                |
| 2021年4月4日                       | 掉鏈子刑警 第5話                         | 韮崎莉子               | NHK BS Premium            |
| 2021年4月11日                      | 涅墨西斯 第1話                           | 桜田桃                 | 日本電視網                |
| 2021年10月3日－11月21日            | 所羅門的偽證                             |                        | WOWOW                     |
| 2023年1月1日                       | 相棒21 第11話                            | 四谷仁実               | 朝日電視網                |
| 2023年2月5日・12日                 | BRUSH UP LIFE 第5話・第6話               | 工藤凛                 | 日本電視網                |
| 2023年4月15日－                    | 呆萌酷男孩                               | 二見あさみ             | 東京電視網                |

### 网络剧
| 时间           | 作品                  | 角色     | 播出平台 |
| -------------- | --------------------- | -------- | -------- |
| 2015年11月13日 | 殺人鬼藤子的衝動第3话 | 大月杏奈 | Hulu     |

### 综艺节目
- 2017年4月－：《シャキーン!（日语：シャキーン!）》““（NHK教育频道）
- 2016年5月30日、2016年9月12日、2016年10月24日：《痛快TV 爽快JAPAN（日语：痛快TV スカッとジャパン）》女高中生、OL（富士电视台）[21]
- 2019年1月25日－3月22日、7月3日－8月28日：《TRIPPERS 踏上旅途的人》（东京电视台，配音）
- 2020年4月27日－：（WOWOW，配音）
- 2020年8月8日－：《WOWOW读书会》（WOWOW，配音）

### 广告
- 2014年11月：日本麦当劳““篇
- 2015年3月：大塚製藥奧樂蜜C（日语：オロナミンC）““篇
- 2015年6月：旭化成莎綸（英语：Saran (plastic)）““篇
- 2015年7月：RareJob（日语：レアジョブ）英语会话“OL”篇
- 2016年1月：大江戸温泉物語（日语：大江戸温泉物語）““篇（那須）、““篇（伊東）、““篇（加賀）
- 2016年6月：暴雪娛樂炉石传说““篇
- 2016年8月：瑞可利リクナビ（日语：リクナビ）NEXT““篇
- 2017年5月：小林製藥““篇
- 2019年2月：丘比株式会社（日语：キユーピー）“苹果和草莓酱”清爽红色篇（配音）

### MV
- 2013年10月：柚子《雨のち晴レルヤ（日语：雨のち晴レルヤ）》
- 2015年7月：挫・人間（日语：挫・人間）
- 2016年10月：
- 2017年7月：井上苑子《なみだ（日语：なみだ (井上苑子の曲)）》

### CD封面
- 2016年：SPITZ《醒めない（日语：醒めない）》
- 2018年：吉澤嘉代子（日语：吉澤嘉代子）《女優姉妹（日语：女優姉妹）》

### 写真集
- 2017年：《F.I.L.M.》（ISBN 978-4-86336-691-6）[22]

### 封面模特
- 2018年：《平成君再见（日语：平成くん、さようなら）》